# Silao Malo
Silao Malo (sinh ngày 30 tháng 12 năm 1990) là một cầu thủ đến từ Samoa. Anh chơi ở vị trí tiền vệ cho đội tuyển quốc gia tại Vòng sơ loại World Cup 2014 khu vực Châu Đại Dương.

## Các bàn thắng cho đội tuyển quốc gia
| # | Date                 | Venue                                       | Opponent       | Score | Kết quả | Competition                                        |
| - | -------------------- | ------------------------------------------- | -------------- | ----- | ------- | -------------------------------------------------- |
| 1 | 26 tháng 11 năm 2011 | Toleafoa J. S. Blatter Soccer Stadium, Apia | Samoa thuộc Mỹ | 1-0   | 1-0     | Vòng sơ loại World Cup 2014 khu vực Châu Đại Dương |
| 2 | 1 tháng 6 năm 2012   | Lawson Tama Stadium, Honiara                | Tahiti         | 1-6   | 1-10    | OFC Nations Cup 2012                               |

## Liên kết khác
Silao Malo tại National-Football-Teams.com